# Strawberry Shortcake (2003)
Strawberry Shortcake (Brasil: Moranguinho / Portugal: Docinho de Morango) é uma série animada americana de 2003 produzida pela DiC Entertainment, e baseada na personagem homônima de 1977. A série é um reboot (o primeiro da franquia) apresentando novos personagens em um novo estilo de arte.
No Brasil a série estreou no SBT em 2005 tendo exibido apenas sua primeira temporada no Bom Dia & Cia, e posteriormente foi continuada nos canais Cartoon Network e Boomerang. Em Portugal a série foi emitida pela SIC e pelo Canal Panda.
A primeira temporada começou com quatro episódios de 40 minutos cada, depois da segunda temporada o desenho passou por mudanças e os episódios passaram a ter 20 minutos, a quarta temporada sofreu várias mudanças deixando as personagens mais velhas e com cabelos compridos. A série também teve um spin-off em live-action feito na Argentina e que também já foi ao ar pelo SBT em 2006 junto do desenho.
Terminou em 2008, sendo que em 2009 foi sucedida por outro reboot chamado Moranguinho: Aventuras em Tuti-Fruti.

## Enredo
O desenho se passa na fictícia terra de Morangolândia (Morangópolis a partir da terceira temporada) que é tematizada por doces e frutas e onde moram várias crianças com nomes baseados em sobremesas. A primeira temporada apresenta a personagem Moranguinho que mora junto de sua irmã Maçãzinha e seus animais Pudim e Rocambole, e enquanto procurava fazer o aniversário da irmã ela faz amizade com outras crianças que ela encontra ao passear por Morangolândia: Biscoitinho, Laranjinha, Uvinha, Limãozinho e a pônei Pão de Mel. Na segunda temporada o show passa por mudanças com novas crianças aparecendo como Hortelãzinha, Amora Linda e Íris Bela, além da adição de mascotes pros personagens, outros pôneis além de Pão de Mel e antagonistas. A terceira temporada inicia apresentando amigas novas de outros países como Crepe Suzette e Chazinho, depois apresentando fadas e mais pro final personagens novos como Tortinha de Framboesa e Merengue de Limão e os vilões Homem-Torta e Uva Azeda. A quarta temporada apresenta mudanças nos visuais com as personagens estando mais velhas.

## Personagens

### Principais
- Moranguinho BR/Docinho de Morango PT (Strawberry Shortcake) – É a personagem principal. Nesta versão ela é uma garota moderna de cabelos vermelhos, chapéu rosa, camisa listrada e calças jeans que mora numa casa semelhante a um morango gigante. Ela é amiga de todos os moradores de Morangolândia, otimista, generosa, determinada e de bom coração. Desde a primeira temporada tem como melhores amigos Biscoitinho, Laranjinha, Uvinha, Limãozinho e Pão de Mel. É dona da Pudim e do Rocambole e irmã mais velha da Maçãzinha.

- Biscoitinho BR/Gengibre PT (Ginger Snap) – Uma das primeiras amigas da Moranguinho. Uma grande inventora que trabalha e mora numa enorme fábrica de biscoitos em Morangolândia, dos quais normalmente ela presenteia aos seus amigos. No decorrer da série passa a demonstrar habilidade construindo aparelhos tecnológicos. Ela foi a primeira dentre as novas personagens da franquia a serem introduzidas na série.

- Laranjinha (Orange Blossom) – Outra das primeiras amigas da Moranguinho. Nesta versão ela é uma menina que cuida de um acre de pomares de laranjas dos quais ela usa para fazer suco para seus amigos, e também mora numa casa semelhante a uma laranja gigante. Tende a ser a mais tímida da turma. Na primeira temporada ela era a única personagem que não tinha chapéu, porém depois da segunda temporada ela passa a vestir um chapéu pelo resto da série.

- Uvinha BR/Docinho PT (Angel Cake) – Outra das primeiras amigas da Moranguinho. Nesta versão ela é uma garota loira que mora numa vila de doces e é confeiteira de bolos que trabalha numa confeitaria fazendo os mais diferentes tipos de bolos para os seus amigos. A princípio foi introduzida como uma menina gentil e sensível, porém no decorrer da série ela se torna mais arrogante e perfeccionista, mas ainda respeitando suas amigas.

- Limãozinho (Huckleberry Pie) – O único menino presente na série e um dos primeiros amigos da Moranguinho. Ele tem habilidade com o skate, mágicas e também construir coisas. Na primeira temporada mostra uma grande amizade com Pudim. Ele mora num forte de madeira num bosque rodeado de arbustos com frutinhas. Era um personagem bem regular nos primeiros episódios, porém foi aparecendo com menos frequência no decorrer da série.

- Maçãzinha (Apple Dumplin') - A irmã caçula da Moranguinho que é introduzida na série ainda um bebê capaz de falar algumas poucas palavras, porém no decorrer da série ela passe a se comunicar melhor e interagir com os outros personagens. Assim como Limãozinho ela era bem regular nos primeiros episódios, porém suas aparições foram diminuindo com o tempo.

### Introduzidos no decorrer da série
- Hortelãzinha (Peppermint Fizz) - Amiga da Moranguinho, que é introduzida na segunda temporada. Nos primeiros episódios ela aparece como uma antagonista, sendo um tanto arrogante e egoísta, embora ainda demonstre querer amizade com os demais personagens e redimindo pelas suas ações. Tem como melhor amigo seu camaleão Colinha. Assim como Biscoitinho foi uma personagem nova a ser introduzida na franquia. Ela fica ausente durante a terceira temporada, mas retorna na última temporada.

- Amora Linda (Blueberry Muffin) - Uma amiga de Moranguinho que foi introduzida no meio da segunda temporada. Se mudou pra Morangolândia ao encontrar uma casa abandonada similar a um muffin que foi reformada com a ajuda de Moranguinho e suas amigas desde então permanecendo parte da turma. Tende a ser a mais curiosa e criativa, com gosto por peças teatrais.

- Íris Bela (Rainbow Sherbet) - Uma amiga de Moranguinho introduzida nos últimos episódios da segunda temporada. Mora num barco e se mudou pra Morangolândia rapidamente se tornando amiga dos residentes, embora a princípio sua presença tenha desagradado Hortelãzinha. Por ser dona de um barco ocasionalmente leva seus amigos em aventuras. Também foi uma personagem original da série. Assim como Hortelãzinha ela fica ausente na terceira temporada.

- Cocadinha do Mar (Coco Calypso) - Amiga de Moranguinho que aparece apenas no final da segunda temporada. Ela foi apresentada como uma velha amiga de Moranguinho que morava na Praia da Cereja e fazia doces e coco e frutinhas do oceano pros seus amigos de Morangolândia. A princípio por morar na praia distante dos outros personagens se sentia solitária até conhecer Loirinha do Mar que se tornou sua melhor amiga.

- Loirinha do Mar (Seaberry Delight) - Outra amiga de Moranguinho que também aparece apenas no final da segunda temporada. É uma garota tímida que mora numa casa numa caverna nos arredores da Praia da Cereja e tem a capacidade de nadar até as profundezas do mar e prender a respiração por um longo tempo possuindo amizade com os peixes. Não tinha nenhuma amiga até conhecer Moranguinho e suas amigas e passar a ser a melhor amiga de Cocadinha do Mar.

- Crepe Suzette - Uma amiga francesa de Moranguinho. Foi apresentada nos dois primeiros episódios da terceira temporada. É uma estilista de moda e tem habilidade confeccionando roupas sendo dona de sua própria boutique. É bastante sensível e se preocupa muito com sua poodle Eclair.

- Chazinho (Tea Blossom) - Uma menina chinesa que se torna amiga de Moranguinho na terceira temporada. A princípio se desentendeu com Moranguinho por ambas terem costumes e gostos diferentes, mas acabaram se entendendo depois.

- Tangerina Torta - Uma menina brasileira amiga de Moranguinho. Assim como as outras meninas de outros países também foi introduzida no começo da terceira temporada.

- Floquinho de Neve (Frosty Puff) - Uma menina do polo norte amiga de Moranguinho. Tal como as outras meninas de outros países foi introduzida no começo da terceira temporada.

- Tortinha de Framboesa (Raspberry Torte) - Amiga de Moranguinho introduzida no final da temporada 3. Tem como melhor amiga a Merengue de Limão, normalmente se mostra como uma menina arrogante, sensata e séria que se porta diferente das outras meninas chegando as vezes a ser rude, porém se redimindo pelas suas ações. Normalmente é referida apenas como Tortinha pelos personagens.

- Merengue de Limão (Lemon Meringue) - Outra amiga de Moranguinho introduzida no final da temporada 3. É a melhor amiga de Tortinha de Framboesa, porém ao contrário de sua amiga tende a ser uma garota mais ingênua, educada e feminina. Geralmente ela se deixa levar pelo que Tortinha diz sempre a seguindo. Normalmente é referida apenas como Merengue pelos personagens.

- Damasquinho (Apricot) - Amiga da Moranguinho introduzida no último episódio da temporada 3. Era uma garota tímida que acabou por se tornar amiga das outras personagens por acaso e usava de mentiras pra tentar impressionar e aproximar das outras meninas, porém ela acabou se redimindo.

### Vilões
- Homem-Torta do Pico do Porco Espinho (Peculiar Purple Pieman) - Um padeiro malvado que é introduzido no final da terceira temporada. Foi para Morangópolis junto de sua irmã Uva Azeda na intenção de se apossar do lugar para conseguir morangos pra fazer suas tortas, porém suas tentativas acabaram fracassando. Ele é frequentemente auxiliado por um bando de corvos falantes e sua irmã.

- Uva Azeda (Sour Grapes) - A irmã de Homem-Torta e sua principal cúmplice. Ao contrário dele ela não se mostra realmente má ou sequer tem ambição por tomar as terras de Moranguinho e os morangos (dos quais posteriormente revela ter alergia) embora mesmo assim sirva seu irmão mesmo não gostando. Ela se redime durante um disfarce como professora de dança do qual acaba gostando e formando amizade com as crianças.

### Pets
- Pudim (Custard) – A gatinha de estimação falante de Moranguinho. Juntamente com Pão de Mel ela é um dos poucos animais que falam na série. Sempre esnobe, sarcástica e mal-humorada, mas tem um bom coração. Ela frequentemente é atormentada por Rocambole e parece nunca estar satisfeita com as coisas do jeito que elas são, ao contrário de Moranguinho.

- Rocambole (Pupcake) – O cachorro de estimação de Moranguinho. Diferente de Pudim ele não fala e é irracional. Frequentemente faz bagunças e cria confusões que costumam irritar Pudim. Moranguinho possui ele desde o primeiro episódio antes mesmo de conhecer seus amigos, porém na segunda temporada ocorre uma retcon mostrando um episódio onde Moranguinho o adota depois de ter conhecido seus amigos.

- Chocolate - O esquilo marrom de estimação da Biscoitinho que foi introduzido na segunda temporada.

- Baunilhinha (Vanilla Icing) - A ovelha de estimação de Uvinha que foi introduzida na segunda temporada.

- Marmelada (Marmalade) - A borboleta laranja de estimação da Laranjinha que foi introduzida na segunda temporada.

- Sapinho (Shoofly) - O sapo de estimação de Limãozinho que foi introduzido na segunda temporada. Ele usa um boné igual ao dono e também uma coleira.

- Apple Ducklin' - O patinho amarelo de estimação de Maçãzinha.

- Colinha (Cola Chameleon) - O camaleão marrom de estimação de Hortelãzinha. Assim como Pudim e Pão de Mel ele tem a capacidade de falar, e também mudar de cor. Ele sempre ajuda sua dona em seus planos.

- Tortinha (Cheesecake) - A ratinha azul de estimação de Amora Linda. Ela usa um lenço azul no pescoço.

- Papaya - O papagaio fêmea de estimação de Cocadinha do Mar. Assim como Pudim, Pão de Mel e Colinha ela sabe falar.

- Eclair - A poodle roxa e rosa de estimação de Crepe Suzette. Crepe frequentemente a mima e se preocupa muito com ela.

- Panda (Marza) - A panda branca e roxa de estimação de Chazinho.

- Banana Bongo - O macaco amarelo de estimação de Tangerina Torta.

- Freezer Pop - O pinguim branco e lilás de estimação de Floquinho de Neve.

- Cobrinha (Dregs) - A cobra lilás de estimação de Uva Azeda. Aparece em apenas um episódio.

### Pôneis
- Pão de Mel (Honey Pie) – A pônei falante que foi uma das primeiras amigas de Moranguinho. Ela foi apresentada logo na primeira temporada como uma pônei aventureira contadora de histórias sendo uma das personagens principais. A partir da segunda temporada ela passa a aparecer ocasionalmente, inclusive chegando a visitar a Ilha dos Sorvetes onde faz amizade com outros pôneis. Ela é a única pônei que sabe falar na série e por isso usa sua habilidade para traduzir as falas dos outros pôneis para Moranguinho e suas amigas.

- Laranjeira (Orange Twist) - A pônei amiga de Laranjinha que mora na Ilha dos Sorvetes. É introduzida na segunda temporada.

- Bolachinha (Cookie Dough) - A pônei amiga de Biscoitinho que mora na Ilha dos Sorvetes. É introduzida na segunda temporada.

- Milkshake - A pônei amiga de Uvinha que mora na Ilha dos Sorvetes. É introduzida na segunda temporada.

## Elenco

### Dublagem americana
- Sarah Heinke como Strawberry Shortcake
- Rachel Ware como Angel Cake
- Sarah Kolosky/Anna Jordan como Custard a gata
- Samantha Triba como Ginger Snap
- Daniel Canfield/James Street como Huckleberry Pie
- Dejare Barfield como Orange Blossom
- Nils Haaland como Pupcake, sons adicionais dos bichinhos de estimação
- Pam Carter como Sea Beast
- Susan Collins como Papaya Parrot
- Melissa Deni como Coco Calypso
- Laura Grimm como Rainbow Sherbet
- Bianca Heyward como Blueberry Muffin
- Hannah Koslosky como Honey Pie Pony
- Katie Labosky como Apple Dumplin'
- Abbey Leib como Seaberry Delight
- Rebecca Noddle como Peppermint Fizz

### Dublagem brasileira
- Direção: Fernanda Barrone (1ª temporada) / Jussara Marques e Márcia Regina (2ª - 4ª temporada)
- Estúdio: Doublesound (1ª temporada) / Álamo (2ª - 4ª temporada)

- Christiane Monteiro (1ª voz) / Tatiane Keplmair (2ª voz) - Moranguinho
- ??? (1ª voz) / Flora Paulita (2ª voz) - Maçãzinha
- Flávia Saddy (1ª voz) / Priscilla Concepcion (2ª voz) - Pudim
- Erika Menezes (1ª voz) / Fernanda Bullara (2ª voz) - Biscoitinho
- Fernanda Crispim (1ª voz) / Jussara Marques (2ª voz) - Laranjinha
- Lina Mendes (1ª voz) / Tess Amorim (2ª voz) - Uvinha
- Thiago Farias (1ª voz) / Fábio Lucindo (2ª voz) - Limãozinho
- Samira Fernandes - Amora Linda
- Kate Kelly - Hortelãzinha
- Fátima Noya - Uva Azeda
- Agatha Paulita - Bananinha
- Letícia Quinto - Iris Bela
- Priscilla Concepcion - Crepe Suzette
- Priscila Ferreira - Floco de Neve
- Flávia Narciso - Cházinho
- Tess Amorim - Tortinha de Framboesa
- Lene Bastos - Merengue de Limão
- Marcia Coutinho (1ª voz) / Márcia Regina (2ª voz) - Pão-de-mel
- Wellington Lima - Homem Torta
- Sylvia Salustti - Fada Açucarada

### Dobragem portuguesa
- Susana João/Maria Camões (quando se aproxima a Laranjinha) - Docinho de Morango/Morango
- Mónica Figueiras - Pudim
- Flora Paulita - Docinho de Maçã
- Salvador Neto - Homem Torta
- Helena Palmela - Docinho de Banana
- Raquel Gonçalves - Docinho de Biscoito
- Pâmela Rodrigues - Lima
- Helena Mota - Docinho de Limão
- Inês Merques - Merengue
- Susana João - Laranjinha
- Marta Madeira - Uvinha/Menta
- Helena Mota - Gengibre

## Episódios

### 1ª temporada (2003)
A primeira temporada começou com DVDs de episódios de 40 minutos. Na transmissão dos episódios para a televisão cada um acabou por ser dividido entre duas partes de 20 minutos para combinar com os demais que foram lançados posteriormente. Esta foi a única temporada que foi transmitida pelo SBT. Ela também marca por ser a única temporada em que Laranjinha não usa chapéu.
- 1- Conheça a Moranguinho (Meet Strawberry Shortcake)
- 2- Primavera para a Moranguinho (Spring for Strawberry Shortcake)
- 3- Muito Feliz Natal (Berry Merry Christmas)
- 4- A Paciente Impaciente (Get Well Adventure)

### 2ª temporada (2004-2005)
A segunda temporada teve uma melhora na animação e os episódios passaram a serem mais curtos durando 20 minutos. A temporada ainda teve a introdução de personagens novos como Hortelãzinha, Amora Linda, Íris Bela, Cocadinha do Mar e Loirinha do Mar, e também dos pôneis e mascotes dos demais personagens, além dos episódios passarem a ficar mais sérios se comparados a temporada anterior. Os episódios foram lançados em diversos DVDs cada um contendo 2 episódios.
- 5- Lá Vem o Rocambole (Here Comes Pupcake)
- 6- O Concurso de Animais de Hortelãzinha (Peppermint's Pet Peeve)
- 7- Cavalo de Cor Diferente (Horse of a Different Color)
- 8- Festival de Cavalos (Festival of the Fillies)
- 9- Uvinha no Campo de Jogo (Angel Cake in the Outfield)
- 10- Ganhando e Perdendo (Win Some, Lose Some)
- 11- A Noite de Terror de Biscoitinho (Ginger Snap's No-Light Night of Fright)
- 12- A Fera Amora (The Blueberry Beast)
- 13- A Hora do Teatro (The Play's the Thing)
- 14- Festa à Fantasia (The Costume Party)
- 15- O Mistério da Praia (The Mystery of Seaberry Beach)
- 16- A Lenda do Tesouro Perdido (Legend of the Lost Treasure)

### 3ª temporada (2006-2007)
A terceira temporada manteve os mesmos visuais da segunda temporada, embora teve adição de mais personagens, iniciando por amigas de outros países como Crepe Suzette, Chazinho, Tangerina Torta e Floquinho de Neve, depois por fadas, nos últimos episódios os vilões Homem-Torta e Uva Azeda, além das garotas Tortinha de Framboesa, Merengue de Limão e Damasquinho. Personagens como Limãozinho, Maçãzinha e Pão de Mel também tiveram suas aparições drasticamente reduzidas enquanto Amora Linda se tornou mais presente. Os episódios também foram lançados em diversos DVDs cada um contendo 2 episódios.
- 17- O Clube da Amizade (The Friendship Club)
- 18- Um Festival de Amigos (A Festival of Friends)
- 19- Quando a Fada Vem Pra Ficar (When the Berry Fairy Came to Stay)
- 20- A Lenda da Fada Avoada (The Legend of Sherry Bobbleberry)
- 21- O Bebê faz o Bolo (Baby Takes the Cake)
- 22- Cozinhar é Fácil (Piece of Cake)
- 23- Aprendendo a Ter Boas Maneiras (Mind your Manners)
- 24- Rainha por um Dia (Queen for a Day)
- 25- Vamos Todos Dançar (Everybody Dance)
- 26- Vamos Dançar (Let's Dance)